# Protopterus aethiopicus
Protopterus aethiopicus é uma espécie de peixe pulmonado africano, possuidor de um dos maiores genomas já registrados.